# برگ‌دونده‌ایان
برگ‌دونده‌ایان (نام علمی: Phytoseiinae) نام یک زیرخانواده از تیره برگ‌دوندگان است.